# 武士的菜單
《武士的菜單》（港譯舌尖上的武士道）是2013年上映的一部日本電影，由上戶彩和高良健吾主演。

## 故事簡介
廚藝高超的小春嫁入了御廚家，成了繼承人安信的妻子，但丈夫不擅廚藝，只想練劍，於是小春展開特訓，要讓安信成為料理高手。

## 登場人物
舟木春
演員：上戶彩（台灣配音：傅其慧）
擅長料理，曾離過一次婚，後又嫁入舟木家。
舟木安信
演員：高良健吾(台灣配音：蔣鐵城)
舟木家次男，小春的丈夫，喜歡劍道，不懂料理，但因哥哥去世而必須繼承家業。
舟木滿
演員：余貴美子(台灣配音：崔幗夫)
家信的母親。
舟木傳內
演員：西田敏行(台灣配音：王俊博)
家信的父親，拜託小春嫁給兒子安信為妻。
真如院
演員：夏川結衣(台灣配音:崔幗夫)
加賀藩第6代藩主前田吉德的側室。
今井佐代
演員：成海璃子(台灣配音：鄭可欣)
安信的青梅竹馬。
今井定之進
演員：柄本佑(台灣配音：蘇振威)
佐代的丈夫，在養心館傳授劍道。
大槻傳藏
演員：緒形直人(台灣配音：方榮鋒)
推行財政改革。
前田土佐守直躬
演員：鹿賀丈史
保守派。

## 工作人員
- 導演：朝原雄三
- 腳本：柏田道夫、山室有紀子、朝原雄三
- 音樂：岩代太郎
- 攝影：沖村志宏
- 照明：土山正人
- 美術：原田哲男
- 錄音：山本研二
- 編輯：石島一秀
- 題字：中塚翠濤
- 主題曲：恰拉《情書》
- 料理監修：大友佐俊、青木悅子
- 料理考證：綿拔豐昭
- 發行：松竹

## 外部連結
- 電影官網 （页面存档备份，存于）（日語）